# Час у Білорусі

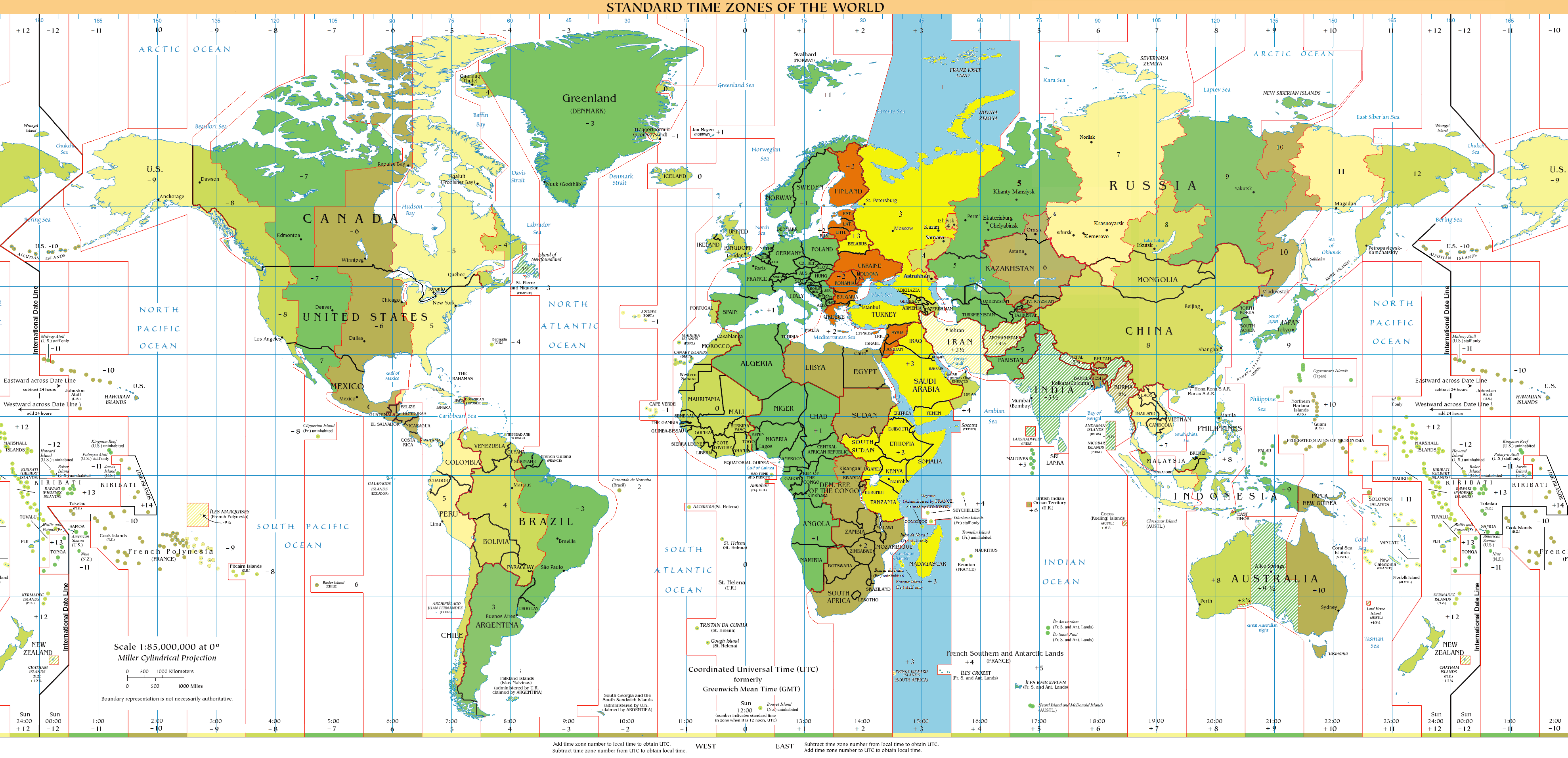
Білоруський час (UTC+3) на карті годинних поясів світу:
яскраво-жовтим — цілорічна зона UTC+3, включно з білоруським часом;
блакитним — зона UTC+3 в океанах;
синім — східноєвропейський час влітку в поясі UTC+3.

Білоруський час — система офіційного відліку часу, що діє на території держави Білорусь. Територія Білорусі розташовується в часовому поясі UTC+2. На території держави законодавчо встановлено використання часу другого часового поясу UTC+2 з додаванням додаткової години, тобто час третього часового поясу UTC+3. Білоруський час збігається з московським часом. Сезонні зміни часу на всій території країни відсутні. Обчислення часу в Білорусі регулюється Постановою Ради міністрів від 15 вересня 2011 № 1229 «Про обчислення часу на території Республіки Білорусь».

## Історія
До 1991 року в Білоруській РСР діяв декретний час. У 1992 році був затверджений поясний час.
З 1991 по березень 2011 року застосовувався поясний час і мало місце додаткове щорічне переведення годинникової стрілки в останню неділю березня о 2:00 на 1 годину вперед (літній час) і в останню неділю жовтня о 3:00 на 1 годину назад. Білоруський час був ідентичний Східноєвропейському: (UTC+2 взимку, UTC+3 — влітку). 27 березня 2011 року Білорусь востаннє перейшла на літній час.
27 березня 2011 року Білорусь востаннє перейшла на літній час, зробивши UTC+3 цілорічним. З 26 жовтня 2014 року, коли Росія перевела стрілки годинника на годину назад, «Мінський час» збігається з Московським часом (MSK).

## Часові пояси
Територія Білорусі розташовується між 23°11′ та 32°47′ меридіанами східної довготи, що визначає місцевий сонячний час як: +1h 33m (найзахідніший) та +2h 11m (найсхідніший). З цього випливає, що оптимальним для Білорусі є час другого поясу, серединою якого є меридіан 30°сх. д. Це відображено і в чинному законодавстві: за поясним часом плюс одна година, що фактично визначає час рівним часу третього поясу.

## Полудень в містах Білорусі
Значення середнього сонячного полудня розраховане за географічною довготою міста (умовного центру міста).
- Брест - 13:25
- Вітебськ - 12:59
- Гомель - 12:56
- Гродно - 13:24
- Мінськ - 13:10
- Могильов - 12:59

## Регулювання
За національний еталон часу і частоти Республіки Білорусь, станом на січень 2015 року, відповідає виробничо-дослідний відділ радіоелектронних вимірювань Білоруського державного інституту метрології.